# Apertura catalana
|       |       |       |       |       |       |       |       |       |  |
|       | a8 rd | b8 nd | c8 bd | d8 qd | e8 kd | f8 bd | g8    | h8 rd |  |
| a7 pd | b7 pd | c7 pd | d7 pd | e7    | f7 pd | g7 pd | h7 pd |       |  |
| a6    | b6    | c6    | d6    | e6 pd | f6 nd | g6    | h6    |       |  |
| a5    | b5    | c5    | d5    | e5    | f5    | g5    | h5    |       |  |
| a4    | b4    | c4 pl | d4 pl | e4    | f4    | g4    | h4    |       |  |
| a3    | b3    | c3    | d3    | e3    | f3    | g3 pl | h3    |       |  |
| a2 pl | b2 pl | c2    | d2    | e2 pl | f2 pl | g2    | h2 pl |       |  |
| a1 rl | b1 nl | c1 bl | d1 ql | e1 kl | f1 bl | g1 nl | h1 rl |       |  |
|       |       |       |       |       |       |       |       |       |  |

La apertura catalana es una apertura de ajedrez semicerrada. Se caracteriza por los tres movimientos (en notación algebraica):
1.d4 Cf6 2.c4 e6 3.g3 
La idea de la apertura consiste en el fiancheto en el ala de rey.
Pocos jugadores de la máxima categoría mundial han jugado la catalana con regularidad, aun cuando muchos se han interesado por ella. Una de las veces más recordadas sucedió cuando en Londres, en 1983, Garri Kaspárov y Víktor Korchnói la usaron con regularidad en su enfrentamiento en las semifinales de candidatos, en el camino por decidir quien lucharía contra Anatoly Karpov por el título de campeón del mundo. En total 5 de las 11 partidas tuvieron esta apertura.
El término proviene del torneo organizado el año de 1929 en Barcelona, en el marco de la Exposición Universal, cuando se le pidió a Savielly Tartakower que creara una nueva variante en homenaje a la singular historia del ajedrez en Cataluña. 
Aun así se había usado algunas veces antes de que Tartakower la usara en el torneo. Sin ir demasiado lejos, en la partida Réti-Leonhardt del año 1928 en Berlín, se hizo un intercambio inicial casi idéntico.
La apertura catalana (ECO E00-E09) es una de las mejores formas de jugar una apertura cerrada. Consiste en el fianchetto del alfil en g2, independientemente de si el negro juega 1.... d5 o 1.... Cf6. Por esto quizá sea más correcto llamarlo sistema catalán, aunque el nombre oficial sea apertura catalana. No obstante, Cf6 y d5 se ha de hacer en un momento u otro. 
La historia de la apertura catalana es muy conocida: Con motivo de la Exposición Internacional de 1929, celebrada en Barcelona, se organizó un torneo internacional de ajedrez en Sitges, al que acudieron la mayoría de los grandes jugadores de la época. Uno de sus organizadores, Francesc Armengol, deseaba que hubiera una apertura o una defensa en ajedrez a la que se pudiera llamar catalana. Así, convocó un concurso para que algún ajedrecista inventara una nueva apertura; no importaba de qué tipo. El concurso lo ganó el GM polaco Savielly Tartákover, que se embolsó las 150 pesetas de la época.
La idea fundamental es atacar el centro y el flanco de dama con el fianchetto del alfil de casillas blancas. El inconveniente que tiene es que desde la tercera jugada el negro sabe lo que va a jugar el blanco, y toma medidas contra ello.
Magnus Carlsen es uno de los jugadores contemporáneos que más veces utilizan la apertura catalana en sus partidas. En el campeonato del mundo de ajedrez del 2021 que se celebró en Dubái, la apertura catalana fue la más utilizada por el ex-campeón mundial.
Línea principal
La apertura 1.d4 Cf6 2.c4 e6 3.g3 y sigue habitualmente con 3. .. d5 4.Ag2 y luego:
4. .. Ae7 5.Cf3 0-0 6.0-0 Cbd7
7.Cc3 c6 8.Dd3
7.Dc2 c6
8.Td1 b6 9.a4
8.b3 b6 9.Td1 Ab7 10.Cc3 b5
8.Cbd2 b6 9.b3 a5 10.Ab2 Aa6
4. .. dxc4
5.Da4+ Cbd7 6.Dxc4 a6 7.Dc2
5.Cf3 Ae7